# Corry Denguemo
 (août 2017).
Si vous disposez d'ouvrages ou d'articles de référence ou si vous connaissez des sites web de qualité traitant du thème abordé ici, merci de compléter l'article en donnant les références utiles à sa vérifiabilité et en les liant à la section « Notes et références ».
Louise Corrine Denguemo, plus connue sous le nom de Corry Denguemo, née le 18 aout 1977 à Oveng (région du Sud, Cameroun) et morte le 2 mars 2023 à Saint-Aubin-de-Branne (Gironde), est une chanteuse et autrice-compositrice camerounaise.
Elle se fait connaitre sur la scène musicale en tant que chanteuse principale du groupe Macase ; groupe avec lequel elle remporte de nombreux prix notamment celui de révélation ou encore de meilleur groupe camerounais aux Cameroon Music Awards en 1999. En 2011, elle a démarré sa carrière solo et prépare actuellement la sortie de son premier album.

## Biographie
Corry Denguemo nait d'un père centrafricain et d'une mère camerounaise à Oveng dans la région du Sud du Cameroun le 18 août 1977. Elle hérite du nom de sa grand-mère paternelle Denguemo. Elle fait ses études à Ngaoundéré dans la région de l'Adamaoua. Après l'obtention de son Certificat d'Études Primaire et Élémentaires à l’école primaire de Mabanga, elle intègre le lycée Mazenod.
En 1990, alors qu’elle est inscrite au lycée de Ngaoundéré en classe de 4e, Corry Denguemo arrête ses études et commence à s’intéresser à la musique.

### Débuts avec le groupe Macase
C’est en 1996 que la carrière musicale de Corry commence . Elle s’intéresse tout d'abord au rap. Alors qu’elle n’a aucune connaissance de la musique, elle commence à fréquenter les cabarets pour se faire connaitre. Consciente de ses lacunes, elle se met à l'école de la musique. Et quelque temps plus tard, alors que Le groupe Macase déjà formé de six garçons parmi lesquels Ruben Binam, Blick Bassy et Serge Maboma est à la recherche d’une chanteuse remplaçante, c'est elle qui est choisie pour accompagner les jeunes hommes lors de leurs futures représentations. Ce qui apparaissait comme une situation temporaire se transforme en une intégration définitive. La même année, elle monte sur scène avec le groupe pour la première fois à l’occasion du festival Sous Les Manguiers. Les jeunes hommes sont conquis et finalement, ils décident de l’intégrer définitivement en tant que chanteuse principale et unique femme du groupe.

### Les albumsEtam,DoulouetFly Awayavec Macase
En octobre 1997, Corry et les autres membres du groupe Macase entrent en studio et démarrent l'enregistrement de leur premier album Etam dont le titre signifie seul en langue Eton. L'album est finalisé en 1999 et dès sa sortie, il reçoit un accueil favorable. Au même moment, les nominations commencent à pleuvoir. En 1999, grâce à l'album Etam, le groupe Macase reçoit les prix de révélation au Cameroon Music Awards et de meilleur groupe du Cameroun décerné par la CRTV. En 2011, Macase, qui se produit essentiellement en Afrique, se voit décerner le Prix RFI Musiques du Monde.
Le deuxième album du groupe sort en 2002. Il est intitulé Doulou. Le groupe multiplie les scènes à l'international et en 2003 reçoit le prix Ciciba lors du Fespam Congo-Brazzaville. Quelque temps plus tard, le groupe est élu Meilleur groupe espoir de l’Afrique aux Kora Awards.
En 2010, huit ans après la sortie de Doulou, le groupe sort son troisième opus Fly Away qui est le dernier dans lequel Corry Denguemo figure comme chanteuse principale.

### Carrière solo
Corry Denguemo trace son chemin en solo dès l'année 2010. Juste après la sortie de l'album Fly Away avec le groupe Macase, elle s'attelle à la confection de la maquette de son prochain album. En 2011, elle est lauréate du programme Visa pour la création organisé par l’Institut Français. Cela lui donne droit à un séjour de six mois à Paris⁣ ; séjour durant lequel elle crée essentiellement de la musique. Par la suite, elle enchaîne les scènes en solo en France, en Suisse, au Bénin et même en Thaïlande. Elle travaille sur son premier album.

### Décès
Corry Denguemo décède le 2 mars 2023 à Saint-Aubin-de-Branne en France des suites de maladie,.

## Influences musicales
Le style de Corry est décrit comme de l'Afro Groove.

## Discographie

### Album avec le groupe Macase
- 1999 : Etam
- 2002 : Doulou
- 2010 : Fly Away

## Prix et récompenses

### Avec le groupe Macase
- 1999⁣ : Révélation au Cameroon Music Awards;
- 1999⁣ : Meilleur groupe du Cameroun par la CRTV⁣ ;
- 2001⁣ : Prix RFI Musiques du Monde ;
- 2003⁣ : Prix Ciciba lors du Fespam Congo-Brazzaville⁣ ;
- 2003⁣ : Meilleur groupe espoir de l’Afrique aux Kora Awards en Afrique du Sud.